# ۱۸۰۱
۱۸۰۱ (میلادی) هزار و هشتصد  و یکمین سال تقویم میلادی است.

## زادگان
- ۱ فوریه - توماس کول، نقاش آمریکایی
- ۱ ژوئن - بریگهم یانگ، رهبر مذهبی آمریکایی
- ۱۷ سپتامبر - ادوارد ویلیام لین، خاورشناس بریتانیایی و پژوهشگر زبان و ادبیات عرب
- ۱۶ اکتبر - یوسیپ یلاچیچ، فرماندهٔ ارتش و بان کرواسی
- ۳ نوامبر - وینچنتزو بلینی، آهنگساز ایتالیایی
- فی دانشو، نقاش چینی
- بارون دو سلان - خاورشناس ایرلندی
- ۳۰ ژوئن – فردریک باستیا، سیاست‌مدار، اقتصاددان، نویسنده، و فیلسوف فرانسوی (د. ۱۸۵۰)
- ۵ ژوئیه – دیوید فارگوت، افسر آمریکایی (د. ۱۸۷۰)

## درگذشتگان
- 23 مارس - پاول یکم : امپراتور روسیه.
- ۲۵ مارس – نووالیس، شاعر و نویسنده آلمانی (ز. ۱۷۷۲)
- ۱۴ ژوئن – بندیکت آرنولد، افسر آمریکایی (ز. ۱۷۴۱)
- ۵ نوامبر – موتواوری نوریناگا، زبان‌شناس، نویسنده، شاعر، و فیلسوف ژاپنی (ز. ۱۷۳۰)